# ТКБ-0249
ТКБ-0249 «Арбалет» (индекс ЦКИБ СОО - ОЦ-50) — российский ручной «снайперский» гранатомёт, использующий 30-мм выстрелы ВОГ-17 (индекс ГРАУ 7П9) и ВОГ-30 от станкового автоматического гранатомёта АГС-17.
ТКБ-0249 Арбалет разработан В. Н. Телешем для использования подразделениями линейной пехоты, а также спецподразделениями внутренних войск и милиции. На данный момент на гранатомёт могут устанавливаться механический и оптический прицелы. Предназначен для поражения живой силы и огневых средств противника, его техники и транспорта находящихся вне укрытий. В качестве боеприпасов используются 30-мм унитарные выстрелы ВОГ-17М и ВОГ-30. Граната массой 280 г выстреливается с начальной скоростью 185 м/с, максимальная дальность стрельбы— 1700 м. Подача выстрелов при стрельбе производится из коробчатого магазина ёмкостью 5 или 10 выстрелов. К гранатомёту разработан также магазин дискового типа.
При стрельбе из гранатомёта используются складные телескопические сошки.
Главная особенность ТКБ-0249 — система амортизации: отдача примерно такая же, как у автомата «Гроза», при массе 10 кг. Впервые ТКБ-0249 «Арбалет» показали потенциальным покупателям на международной выставке вооружений в 1998 году.

## Тактико-технические характеристики
- Калибр: 30 мм
- Масса: 10 кг
- Длина: 900 мм
- Начальная скорость гранаты: 185 м/с
- Максимальная дальность стрельбы: 1700 м
- Прицельная дальность стрельбы: 1000 м
- Ёмкость магазина: 5 или 10 гранат
- Масса выстрела: 350 г
- Масса гранаты: 280 г